# 沈文阿
沈文阿（503年—563年）。字国卫。吴兴郡武康县（今浙江省德清县武康镇）人，南朝梁、南朝陈间经学家。
沈峻之子。性格刚强，力气过人。从沈峻习研经学，舅公太史叔明、岳父王慧興学习经学。曾采先儒各家学说，自作義疏，通《三礼》、《春秋三传》。举孝廉，任南梁臨川王国侍郎、兼国子助教、五经博士。
萧纲为太子时，召沈文阿为东宫学士，受礼遇。萧纲撰《长春义记》，派沈文阿集异闻来补充。侯景之乱，萧纲派沈文阿招募兵士以援京师。京城建康陷落，沈文阿与张嵊保卫吴兴（今湖州）。張嵊战敗，沈文阿逃入山野之中。侯景以沈文阿知名，捜索沈文阿。沈文阿登树自缢以拒侯景，见有人来救，又从树上堕地折左臂。侯景之乱平定，被陳霸先推举，原乡县令，监江阴郡。
紹泰元年（555年），入朝为国子博士，兼步兵校尉。復興侯景之乱时丢失的儀礼。永定元年（557年）南朝陈建国，沈文阿棄官回到武康，陈武帝陳霸先大怒，派遣使者要杀掉沈文阿。沈文阿的族人吴兴郡太守沈恪请求使者宽免沈文阿的死罪，并将沈文阿押往京师建康去见陈武帝。武帝见到沈文阿这副狼狈相，怒气顿消，笑着说：“你这个腐儒，还能干出什么事来！”于是把他赦免了。永定三年（559年），陳霸先驾崩，沈文阿就大行皇帝灵座衣服之制与徐陵、劉師知議論。陈文帝即位，派遣尚書右丞庾持派博士議論謁廟之礼，最后按照沈文阿的意見进行謁廟。转任通直散騎常侍，兼国子博士，領羽林监。在东宫为皇太子陳伯宗講《孝经》《論語》。天嘉四年（563年）去世。享年六十一岁。追贈廷尉卿。
編著《仪礼》八十余卷，《经典大义》十八卷，当時通行。另有《春秋·礼记·孝经·论语义记》七十余卷。书皆亡佚。清代马国翰《玉函山房辑佚书》辑有《春秋左氏经传义略》一卷。

## 延伸阅读
[在维基数据编辑]
 《陳書·卷33》，出自姚思廉《陳書》